# 435 до н. е.

## Події
- консули Риму Гай Юлій Юл (вдруге) та Луцій Вергіній Трікост
- мор у Римі, війська Вейїв та Фіден грабують римське передмістя; перемога римлян біля Номенту, згодом підкопом захоплюють обложені Фідени.
- 86 олімпіада, рік третій
- громадянське протистояння у Епідамні призводить до відкритого конфлікту між Керкірою та Коринфом